# عمر جاتكيتش
عمر جاتكيتش (بالتركية: Ömer Çatkıç)‏ (مواليد 15 أكتوبر 1974) هو لاعب كرة قدم. يلعب مع منتخب تركيا لكرة القدم. سبق له أن لعب في كأس العالم لكرة القدم مع منتخب بلاده.

## روابط خارجية
- عمر جاتكيتش على موقع الاتحاد الدولي (مؤرشف)  (الإنجليزية)
- عمر جاتكيتش على موقع اتحاد تركيا (لاعب) (الإنجليزية)
- عمر جاتكيتش على موقع اتحاد تركيا (مدرب) (الإنجليزية)
- عمر جاتكيتش على موقع قاعدة بيانات كرة القدم.إي يو (الإنجليزية)
- عمر جاتكيتش على موقع ناشيونال فوتبول تيمز (الإنجليزية)
- عمر جاتكيتش على موقع عالم كرة القدم.نت (الإنجليزية)